# 八釜の甌穴群

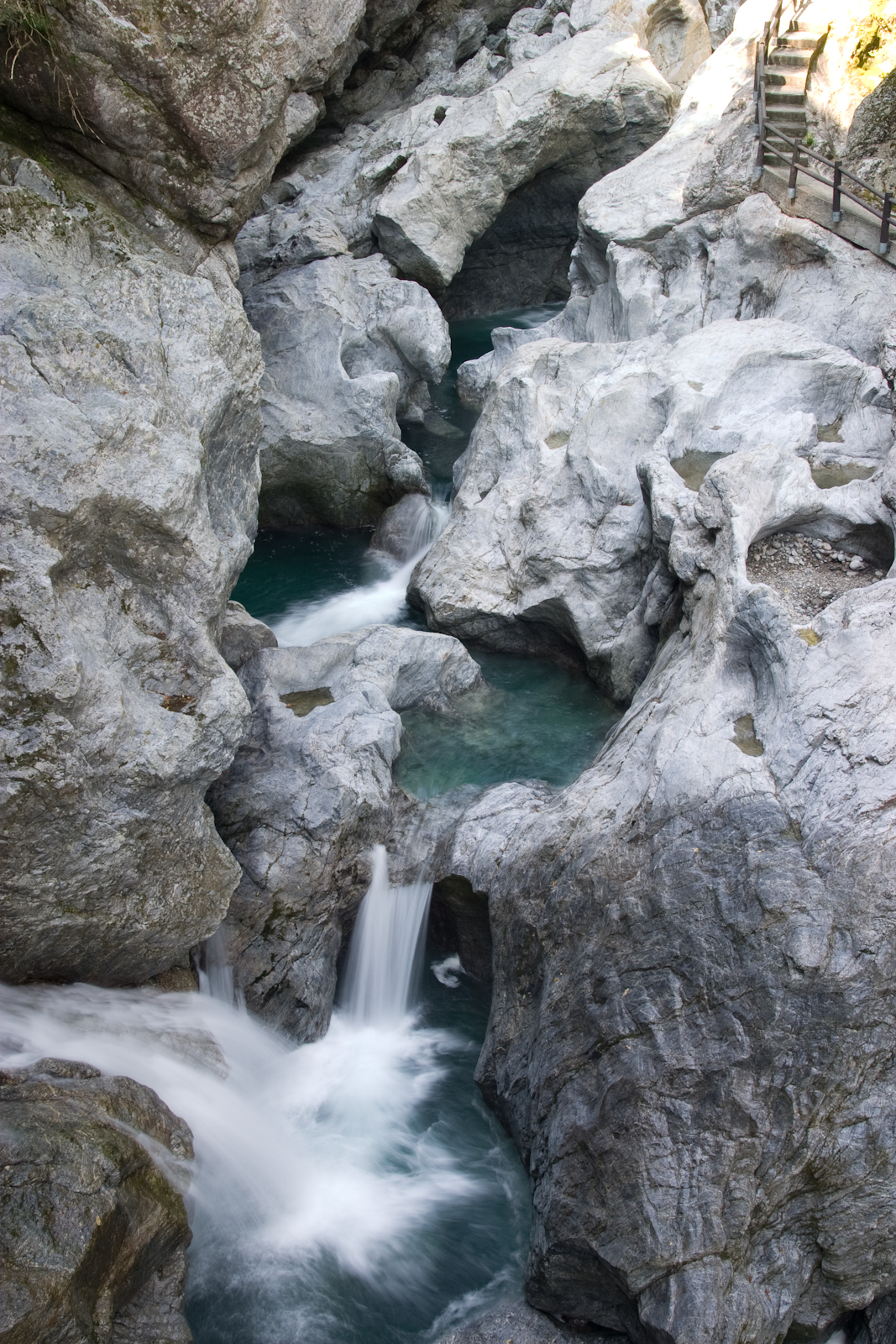
八釜の甌穴群。
2007年7月28日撮影。

八釜の甌穴群（やかまのおうけつぐん）は、愛媛県上浮穴郡久万高原町柳井川にある甌穴。国の特別天然記念物指定。四国カルスト県立自然公園の一部となっている。

## 概要
四国のほぼ中央、四国山地の山中に位置する。仁淀川（面河川）の支流の一つ、黒川の下流部、仁淀川との合流点の龍宮大橋付近から約2.7km上流。
付近は典型的なV字渓谷で、両岸には断崖が続く。主流に連なる大小35個の甌穴が密接して一群となっている。その中でも大きいトンネル釜、獅子釜、メガネ釜など8個の甌穴を選び、その形が釜に似ていることから「八釜の甌穴群」と名付けられた。
1934年（昭和9年）5月1日、国指定天然記念物に指定され、1952年（昭和27年）3月29日には、特別天然記念物の指定を受けた。
川幅25m、長さ65mの間に川床の硬質のフリント質角岩が渦龍によって形成された物で最も大きい物は直径9～12mもある。

## 言い伝え
甌穴には「八釜の龍王さま」と呼ばれ、雨を呼ぶ大蛇が潜んでいるという言い伝えがある。

## アクセス
国道33号を久万高原町落出（おちで）で分岐し国道440号に入る。沿線に目印の案内板がある。道が広がっており、駐車のための区画線等はないが、乗用車なら複数台の駐車が可能。川に向かって徒歩で降りる。看板によると所要時間は行き（下り）20分、帰り（上り）30分とある。付近に久万高原町営バスの崎山停留所あり。